# Girlfriend in a Coma
Singles de The Smiths
Sheila Take a Bow
(1987) I Started Something I Couldn't Finish
(1987)
Girlfriend in a Coma est une chanson du groupe The Smiths issue de l'album Strangeways, Here We Come. Le single entra dans les charts britanniques le 22 août 1987 et y resta classé durant 5 semaines. Le single se classa également aux Pays-Bas à la 44e position et à la 29e position en Nouvelle-Zélande.
Le single contient une reprise de Cilla Black avec le titre Work Is a Four-Letter Word en tant que face-b. Le clip vidéo fut réalisé par Tim Broad et contient des extraits du film britannique The Leather Boys. Girlfriend in a Coma fut aussi utilisé pour le film Cursus fatal.
La chanson fut reprise par de nombreux artistes tels que Mojo Nixon, Archive, Joshua Radin, Starflyer 59, Million Dead, Noah and the Whale ou encore Panic! at the Disco.

## Liste des titres
Toutes les chansons sont écrites et composées par Johnny Marr et Morrissey, sauf indication.
| A.  | Girlfriend in a Coma                                                | 2:02 |
| B1. | Work Is a Four-Letter Word (Guy Woolfenden, Don Black, Cilla Black) | 2:45 |
| B2. | I Keep Mine Hidden                                                  | 1:57 |